# Jan Brzeski
Jan Wiktor Brzeski (ur. 17 lipca 1909 w Brzesku, zm. 14 stycznia 1994 w Krakowie) – polski lekarz, „Sprawiedliwy wśród Narodów Świata”.

## Życiorys
Ojciec Jana Wiktora Brzeskiego, Jan Władysław, był lekarzem i burmistrzem Brzeska. To za jego sprawą kontynuował tradycje rodzinne i powziął studia medyczne. Praktykę prowadził w rodzinnym Brzesku oraz w najbliższej okolicy. Miał poglądy nacjonalistyczne, należał nawet do antysemickiej organizacji młodzieżowej. Poglądy te, nie przeszkodziły mu jednak w niesieniu pomocy Żydom podczas II wojny światowej.

### II wojna światowa i pomoc Żydom
W trakcie II wojny światowej rodzinna miejscowość Jana została zajęta przez Niemców. Brzeski pomagał mieszkańcom, także Żydom, jak tylko umiał. Dojeżdżał nocą do potrzebujących, za co w 1941 r. został zaaresztowany przez Gestapo i spędził w więzieniu w Tarnowie kilka miesięcy. Gdy w Brzesku wybuchła epidemia tyfusu plamistego, Niemcy nakazali mu wrócić do pracy, gdyż w mieście brakowało lekarzy.

W Brzesku około 60% populacji stanowili Żydzi, toteż wiosną 1941 r. okupant przystąpił do tworzenia getta, zlikwidowanego 17-18 września 1942 r. Przez te dni, w trakcie akcji przeprowadzanej przez Niemców w brzeskim getcie, Jan Brzeski ukrywał Naftalego Schiffa oraz pewnego Żyda z Bochni w piwnicy swojego domu. Udzielał także pomocy lekarskiej Żydom, którzy zbiegli z getta i szukali schronienia. Wśród osób, które leczył, znalazła się Regina Sperber, żona Hermana Sperbera. Małżeństwo mieszkało przed wojną na pograniczu wsi Dębno i Porąbka Uszewska. Brzeski asystował przy trudnym porodzie Reginy. Doktor Jan Brzeski leczył także Lili Matzner, która ukrywała się u gospodarza o nazwisku Topolski we wsi Jadowniki. Jak wspominała po wojnie: 
„Podczas okupacji przebywałam na Słotwinie w Brzesku, jako Żydówka, wysiedlona z Bielska. Byłyśmy obie z siostrą bez zasobów, jako wysiedlone. Korzystałam kilkakrotnie w czasie pobytu w Brzesku z pomocy lekarskiej dr. Brzeskiego, lekarza w Brzesku, który zawsze, na każde wezwanie do nas przychodził, mimo że nie wolno było lekarzom Polakom leczyć Żydów. Ponadto przychodził dr. Brzeski do nas nawet i wtedy, gdy byliśmy już zamknięci w getcie brzeskim, gdzie dostęp Polakom był w ogóle wzbroniony. Dr Brzeski udzielał nam pomocy bezinteresownie, nigdy nie pytał czy możemy płacić. Po likwidacji getta w Brzesku (jesień 1942, nie pamiętam daty) ukryłam się w okolicznej wsi, w Jadownikach, u tamtejszego gospodarza Józefa Topolskiego. Miałam w obrębie jego gospodarstwa kilka kryjówek i tam, to w jednej, to w drugiej przebywałam. W czasie pobytu w ukryciu, chorowałam kilkakrotnie bardzo ciężko, raz na zapalenie płuc, raz miałam krwotok, potem chorowałam na zapalenie stawów. Wezwany przez mojego gospodarza Topolskiego, dr Brzeski kilka razy do mnie przyjeżdżał w nocy, część drogi musiał odbywać pieszo. Czynił to za każdym razem zupełnie bezinteresownie i nie mógł liczyć nawet na zapłatę po wojnie, bo stan mego zdrowia był taki, że wątpliwym było, czy będę żyła. Po wojnie dowiedziałam się od Żydów brzeskich, że dr. Brzeski pomagał w czasie okupacji Żydom, a nawet ukrywał w piwnicy u siebie niejakiego Schiffa z Brzeska”.
Jan Brzeski leczył również Stefanię Liban i jej siostrę wraz z siostrzenicą, ukrywającym się we wsi Jasień. Brzeski płacił za lekarstwa dla żydowskiego chłopca, który ukrywał się z matką we wsi Pomianowa. Ponadto przechowywał odzież i kosztowności niejakiej Heleny Taub-Jachcel. Brzeski pomógł jej także w zdobyciu fałszywych dokumentów na nazwisko Helena Janicka oraz zaopatrzył ją w metrykę chrztu. Kobieta przeżyła okupację.

Część z ocalonych za sprawą dr. Brzeskiego, była jego przedwojennymi pacjentami. Ocaleni Żydzi zaświadczyli po wojnie:
„Niżej podpisani Żydzi z Brzeska zaświadczają, że dr Jan Brzeski z Brzeska w okresie okupacji szedł z pomocą lekarską ludności żydowskiej z całą gotowością i to tak w pierwszym okresie jak i w najcięższych czasach ukrywania się i pogromu”.
8 stycznia 1990 r. Instytut Jad Waszem uhonorował Jana Brzeskiego medalem „Sprawiedliwy wśród Narodów Świata”.
Jan Brzeski zmarł w Krakowie. Jest pochowany na cmentarzu parafialnym na Salwatorze (sektor SC12, rząd A, nr grobu 2).